# حالت استاندارد
در شیمی، حالت استاندارد در شیمی، حالت استاندارد یک ماده (ماده خالص، مخلوط یا محلول) یک نقطه مرجع برای محاسبه خواص آن در شرایط مختلف است. یک دایره بالای درجه ° (نماد درجه) یا یک کاراکتر پلیمسول (⦵) برای تعیین یک کمیت ترمودینامیکی در حالت استاندارد، مانند تغییر در آنتالپی (°ΔH)، تغییر در آنتروپی (°ΔS)، یا تغییر در انرژی آزاد گیبس (°ΔG) استفاده می‌شود. نماد درجه متداول شده‌است، اگرچه پلیمسول در استانداردها توصیه می‌شود، بحث در مورد حروفچینی را در زیر ببینید.
در اصل، انتخاب حالت استاندارد دلخواه است، اگرچه آیوپاک مجموعه ای از حالت‌های استاندارد معمولی را برای استفاده عمومی توصیه می‌کند.حالت استاندارد نباید با دما و فشار استاندارد (STP) برای گازها و همچنین با محلول‌های استاندارد مورد استفاده در شیمی تجزیه اشتباه شود. STP معمولاً برای محاسبات شامل گازهایی که تقریباً یک گاز ایده‌آل هستند استفاده می‌شود، درحالی که حالت استاندارد برای محاسبات ترمودینامیکی استفاده می‌شود. این حالت عموماً پایدارترین شکل یک ماده خالص در فشار یک اتمسفر و دمای ۲۵ درجه سانتی گراد (۲۹۸٫۱۵ درجهٔ کلوین) می‌باشد.
به عنوان مثال حالت استاندارد عنصر کربن، حالت جامد گرافیتی و حالت استاندار. دنگل کول دو اتمی آن به حالت جامد می‌باشد.
لازم است ذکر شود که نباید شرایط استاندارد ترمودینامیکی را با شرایط استاندارد دما و فشار (STP) اشتباه گرفت.
برای نشان دادن حالت استاندارد از علامت (°) استفاده می‌شود. به عنوان مثال اگر میزان آنتالپی واکنش کربن با اکسیژن را با علامت (°) ذکرکنند، این به آن معناست که که همهٔ مواد در اندازه‌گیری این مقدار آنتالپی در واکنش به صورت استاندارد خود بوده‌اند؛ یعنی کربن به صورت گرافیت، اکسیژن به صورت O2 و کربن دی‌اکسید که از واکنش این دو به وجود می‌آید به صورت CO2 گازی در فشار ۱ اتمسفر و دمای ۲۵ درجهٔ سلسیوس وجود داشته‌اند.